# Nuoto ai III Giochi asiatici
Il nuoto ai Giochi asiatici 1958 ha visto lo svolgimento di 21 gare, 12 maschili e 9 femminili.

## Medagliere
| Posizione | Paese         | Oro | Argento | Bronzo | Totale |
| --------- | ------------- | --- | ------- | ------ | ------ |
| 1         | Giappone      | 20  | 11      | 7      | 38     |
| 2         | Filippine     | 1   | 7       | 8      | 16     |
| 3         | Taipei cinese | 0   | 2       | 2      | 4      |
| 4         | Thailandia    | 0   | 1       | 1      | 2      |
| 5         | Indonesia     | 0   | 0       | 3      | 3      |

## Podi
WR: Record del mondo
AR: Record asiatico
CR: Record dei campionati

### Uomini
| Evento               | Oro                                                                     | Perform. | Argento                                                               | Perform. | Bronzo                                                             | Perform. |
| Stile libero         |                                                                         |          |                                                                       |          |                                                                    |          |
| 100 m                | Manabu Koga                                                             | 58.3     | Kao Chiahung                                                          | 58.8     | Shintaro Yokochi                                                   | 59.1     |
| 200 m                | Makoto Fukui                                                            | 2:08.2   | Tatsuo Fujimoto                                                       | 2:08.3   | Habib Nasution                                                     | 2:11.7   |
| 400 m                | Tsuyoshi Yamanaka                                                       | 4:23.9   | Nagatoshi Maruyama                                                    | 4:36.1   | Bana Sailani                                                       | 4:40.9   |
| 1500 m               | Tsuyoshi Yamanaka                                                       | 18:00.3  | Hiroshi Ishii                                                         | 18:28.8  | Bana Sailani                                                       | 18.45.9  |
| Dorso                |                                                                         |          |                                                                       |          |                                                                    |          |
| 100 m                | Keiji Hase                                                              | 1:05.6   | Hideo Ninomiya                                                        | 1:07.4   | Rudy Agustin                                                       | 1:09.5   |
| 200 m                | Kazuo Tomita                                                            | 2:22.3   | Kazuo Watanabe                                                        | 2:26.8   | Lorenzo Cortez                                                     | 2:32.6   |
| Rana                 |                                                                         |          |                                                                       |          |                                                                    |          |
| 100 m                | Masaru Ota                                                              | 1:14.8   | Akio Sugiyama                                                         | 1:16.8   | Li Chesheng                                                        | 1:17.1   |
| 200 m                | Masaru Furukawa                                                         | 2:44.0   | Hsu Shingtai                                                          | 2:47.3   | Hajime Waki                                                        | 2:47.9   |
| Farfalla             |                                                                         |          |                                                                       |          |                                                                    |          |
| 100 m                | Takashi Ishimoto                                                        | 1:01.4   | Fumiaki Masunaga                                                      | 1:02.0   | Walter Brown                                                       | 1:06.9   |
| 200 m                | Takashi Ishimoto                                                        | 2:21.4   | Kōichi Hirakida                                                       | 2:24.2   | Freddie Elizalde                                                   | 2:47.7   |
| Staffette            |                                                                         |          |                                                                       |          |                                                                    |          |
| 4x200 m stile libero | Giappone Tsuyoshi Yamanaka Makoto Fukui Tatsuo Fujimoto Toshizo Umemoto | 8:29.5   | Filippine Bana Sailani Dakula Arabani Ulpiano Babol Agapito Lozada    | 9:06.7   | Taipei cinese Lin Min-shan Sun Ke-chun Li Che-sheng Kao Chia-hung  | 9:39.0   |
| 4x100 m misti        | Giappone Keiji Hase Masaru Furukawa Takashi Ishimoto Manabu Koga        | 4:17.2   | Filippine Pedro Cayco Freddie Elizalde Dakula Arabani Rodolfo Agustin | 4:37.7   | Indonesia Tio Tjoe Hong Abdul Rasjid Lie Tjoan Kiet Habib Nasution | 4:48.0   |

### Donne
| Evento               | Oro                                                                         | Perform. | Argento                                                                 | Perform. | Bronzo                                                                | Perform. |
| Stile libero         |                                                                             |          |                                                                         |          |                                                                       |          |
| 100 m                | Yoshiko Satō                                                                | 1:06.0   | Haydee Coloso                                                           | 1:06.4   | Hitomi Jinno                                                          | 1:06.7   |
| 200 m                | Yoshiko Satō                                                                | 2:26.9   | Haydee Coloso                                                           | 2:32.2   | Ryoko Omiya                                                           | 2:36.5   |
| 400 m                | Emiko Shibahara                                                             | 5:15.8   | Gertrudes Lozada                                                        | 5:16.3   | Eiko Wada                                                             | 5:30.6   |
| Dorso                |                                                                             |          |                                                                         |          |                                                                       |          |
| 100 m                | Satoko Tanaka                                                               | 1:15.3   | Stesuko Okamoto                                                         | 1:19.3   | Sylvia von Giese                                                      | 1:20.0   |
| Rana                 |                                                                             |          |                                                                         |          |                                                                       |          |
| 100 m                | Yoshiko Takamatsu                                                           | 1:24.1   | Masayo Aoki                                                             | 1:27.7   | Ria Tobing                                                            | 1:28.3   |
| 200 m                | Yoshiko Takamatsu                                                           | 2:55.6   | Noriko Odagiri                                                          | 3:02.6   | Victoria Cagayat                                                      | 3:09.3   |
| Farfalla             |                                                                             |          |                                                                         |          |                                                                       |          |
| 100 m                | Shizue Miyabe                                                               | 1:13.1   | Sandra von Giese                                                        | 1:17.9   | Tatsuyo Teragaito                                                     | 1:19.6   |
| Staffette            |                                                                             |          |                                                                         |          |                                                                       |          |
| 4x100 m stile libero | Giappone Yoshiko Satō Hitomi Jinno Setsuko Shimada Shigeyo Nakaoki          | 4:27.3   | Filippine Haydee Coloso Gertrudes Lozada Victoria Cullen Corazon Lozada | 4:50.4   | Taipei cinese Wang Song-yu Fung Ying-chu Leung Chiu-bing Ou Yuen-ling | 5:31.5   |
| 4x100 m misti        | Filippine Haydee Coloso Jocelyn von Giese Sandra von Giese Victoria Cagayat | 5:22.2   | Taipei cinese Fung Ying-chu Chang Zoe-chee Leung Chiu-bing Ou Yuen-ling | 5:50.7   | Giappone --- ---                                                      |          |